# NGC 3085
NGC 3085 é uma galáxia lenticular (S0) localizada na direcção da constelação de Hydra. Possui uma declinação de -19° 29' 34" e uma ascensão recta de 9 horas, 59 minutos e 29,1 segundos.
A galáxia NGC 3085 foi descoberta em 23 de Março de 1835 por John Herschel.